# U-56 (1938)
| U-56                       | U-56                                               | U-56                                               |
| -------------------------- | -------------------------------------------------- | -------------------------------------------------- |
|                            |                                                    |                                                    |
|                            |                                                    |                                                    |
|                            |                                                    |                                                    |
| Під прапором               | Третій рейх                                        | Третій рейх                                        |
| Порт приписки              | Кіль, Вільгельмсгафен, Лор'ян                      | Кіль, Вільгельмсгафен, Лор'ян                      |
| Спуск на воду              | 3 вересня 1938                                     | 3 вересня 1938                                     |
| Виведений зі складу флоту  | 28 квітня 1945                                     | 28 квітня 1945                                     |
| Сучасний статус            | затоплений                                         | затоплений                                         |
| Проєкт                     |                                                    |                                                    |
| Тип ПЧ                     | Малий ДПЧ                                          | Малий ДПЧ                                          |
| Основні характеристики     |                                                    |                                                    |
| Швидкість (надводна)       | 12 вузлів                                          | 12 вузлів                                          |
| Швидкість (підводна)       | 7 вузлів                                           | 7 вузлів                                           |
| Гранична глибина занурення | 150 м                                              | 150 м                                              |
| Екіпаж                     | 25 осіб                                            | 25 осіб                                            |
| Розміри                    |                                                    |                                                    |
| Довжина найбільша (по КВЛ) | 43,9 м                                             | 43,9 м                                             |
| Ширина корпусу найб.       | 4,08 м                                             | 4,08 м                                             |
| Висота                     | 8,4 м                                              | 8,4 м                                              |
| Середня осадка (по КВЛ)    | 3,82 м                                             | 3,82 м                                             |
| Водотоннажність надводна   | 291 т                                              | 291 т                                              |
| Озброєння                  |                                                    |                                                    |
| Артилерія                  | 1 × 2 cm/65 C/30 (1000 снарядів)                   | 1 × 2 cm/65 C/30 (1000 снарядів)                   |
| Торпедно- мінне озброєння  | 3 TA 5 торпед або 18 мін (за іншими даними ТМА 12) | 3 TA 5 торпед або 18 мін (за іншими даними ТМА 12) |

U-56 — малий німецький підводний човен типу II-C для прибережних вод, часів Другої світової війни. Заводський номер 254 т.
Введений у стрій 26 листопада 1938 року. Приписаний до 5-ї флотилії. 1 січня 1940 року переданий в 1-шу флотилію. Здійснив 11 бойових походів, потопив 4 судна (25783 брт), пошкодив 1 судно (3829 брт). 30 жовтня 1939 атакував трьома торпедами англійський лінійний корабель «Нельсон», атака зірвалася у зв'язку з тим, що підривники торпед не спрацювали. Пізніше стало відомо, що в момент атаки на «Нельсоні» перебував голова Адміралтейства, майбутній прем'єр-міністр Великої Британії Вінстон Черчилль.
З 1 листопада 1940 року був приписаний до 24-ї флотилії. З 19 грудня 1940 року був приписаний до 22-ї флотилії. З 1 липня 1944 року приписаний до 19-ї флотилії.
Затонув 28 квітня 1945 року внаслідок британського бомбардування Кіля. 6 людей загинули, 19 врятувалися.

## Командири
- Капітан-лейтенант Вільгельм Цан (26 листопада 1938 — 21 січня 1940)
- Оберлейтенант-цур-зее Отто Гармс (22 січня — 13 жовтня 1940)
- Капітан-лейтенант Вернер Пфайфер (14 жовтня 1940 — 21 квітня 1941)
- Оберлейтенант-цур-зее Вольфганг Ремер (22 квітня 1941 — 19 січня 1942)
- Оберлейтенант-цур-зее Гюнтер-Пауль Графе (20 січня — 14 листопада 1942)
- Оберлейтенант-цур-зее Гуго Дайрінг (15 листопада 1942 — 27 лютого 1944)
- Оберлейтенант-цур-зее Вернер Заусмікат (28 лютого — 30 червня 1944)
- Лейтенант-цур-зее Генріх Міде (1 липня 1944 — 22 лютого 1945)
- Лейтенант-цур-зее Вальтер Кедінг (9 січня — 5 лютого 1945)
- Оберлейтенант-цур-зее Йоахім Зауербір (23 лютого — 3 квітня 1945)

## Потоплені та пошкоджені судна
| Дата           | Тип судна          | Назва судна     | Тоннаж | Статус     | Належність      | Примітка            | Вантаж          | Координати                                                |
| -------------- | ------------------ | --------------- | ------ | ---------- | --------------- | ------------------- | --------------- | --------------------------------------------------------- |
| 2 грудня 1939  | вантажне судно     | Eskdene         | 3 829  | пошкоджено | Велика Британія |                     |                 | 56°30′ пн. ш. 1°40′ зх. д. / 56.500° пн. ш. 1.667° зх. д. |
| 3 грудня 1939  | вантажне судно     | Rudolf          | 2 119  | потоплено  | Швеція          |                     | 2760 т вугілля  | 56°15′ пн. ш. 1°25′ зх. д. / 56.250° пн. ш. 1.417° зх. д. |
| 23 січня 1940  | вантажне судно     | Onto            | 1 333  | потоплено  | Фінляндія       | підірвалось на міні | в баласті       | AN 8177                                                   |
| 5 серпня 1940  | вантажне судно     | Boma            | 5 408  | потоплено  | Велика Британія |                     | 10000 т вугілля | 55°44′ пн. ш. 8°4′ зх. д. / 55.733° пн. ш. 8.067° зх. д.  |
| 10 серпня 1940 | допоміжний крейсер | «Трансильванія» | 16 923 | потоплено  | Велика Британія |                     |                 | 55°50′ пн. ш. 8°3′ зх. д. / 55.833° пн. ш. 8.050° зх. д.  |